# Lista över fornlämningar i Gotlands kommun (Ekeby)
Lista över fornlämningar i Gotlands kommun (Ekeby) är en förteckning av ett urval av de fornlämningar som finns i Ekeby i Gotlands kommun.
| Namn       | Lämningstyp                      | Tillkomsttid | Historisk indelning | Plats | Läge                 | ID-nr          | Bild                                 |
| ---------- | -------------------------------- | ------------ | ------------------- | ----- | -------------------- | -------------- | ------------------------------------ |
| Ekeby 1:1  | Stensättning                     |              | Ekeby, Gotland      |       | 57.607596, 18.515633 | 10090900010001 | Ladda upp en bild av detta fornminne |
| Ekeby 1:2  | Stensättning                     |              | Ekeby, Gotland      |       | 57.607620, 18.515199 | 10090900010002 | Ladda upp en bild av detta fornminne |
| Ekeby 1:3  | Stensättning                     |              | Ekeby, Gotland      |       | 57.607456, 18.515044 | 10090900010003 | Ladda upp en bild av detta fornminne |
| Ekeby 1:4  | Gravklot                         |              | Ekeby, Gotland      |       | 57.607456, 18.515044 | 10090900010004 | Ladda upp en bild av detta fornminne |
| Ekeby 2:1  | Husgrund, förhistorisk/medeltida |              | Ekeby, Gotland      |       | 57.592725, 18.513156 | 10090900020001 | Ladda upp en bild av detta fornminne |
| Ekeby 5:1  | Gravfält                         |              | Ekeby, Gotland      |       | 57.584175, 18.495356 | 10090900050001 | Ladda upp en bild av detta fornminne |
| Ekeby 7:1  | Husgrund, förhistorisk/medeltida |              | Ekeby, Gotland      |       | 57.592966, 18.531223 | 10090900070001 | Ladda upp en bild av detta fornminne |
| Ekeby 7:2  | Husgrund, förhistorisk/medeltida |              | Ekeby, Gotland      |       | 57.593225, 18.531155 | 10090900070002 | Ladda upp en bild av detta fornminne |
| Ekeby 7:3  | Husgrund, förhistorisk/medeltida |              | Ekeby, Gotland      |       | 57.593090, 18.530414 | 10090900070003 | Ladda upp en bild av detta fornminne |
| Ekeby 7:4  | Husgrund, förhistorisk/medeltida |              | Ekeby, Gotland      |       | 57.593861, 18.532433 | 10090900070004 | Ladda upp en bild av detta fornminne |
| Ekeby 11:1 | Husgrund, förhistorisk/medeltida |              | Ekeby, Gotland      |       | 57.587425, 18.527877 | 11000000000490 | Ladda upp en bild av detta fornminne |
| Ekeby 12:1 | Husgrund, förhistorisk/medeltida |              | Ekeby, Gotland      |       | 57.583244, 18.553004 | 10090900120001 | Ladda upp en bild av detta fornminne |
| Ekeby 13:1 | Stensättning                     |              | Ekeby, Gotland      |       | 57.582275, 18.552551 | 10090900130001 | Ladda upp en bild av detta fornminne |
| Ekeby 14:1 | Husgrund, förhistorisk/medeltida |              | Ekeby, Gotland      |       | 57.581561, 18.551717 | 10090900140001 | Ladda upp en bild av detta fornminne |
| Ekeby 15:1 | Gravfält                         |              | Ekeby, Gotland      |       | 57.584842, 18.551231 | 10090900150001 | Ladda upp en bild av detta fornminne |
| Ekeby 16:1 | Husgrund, förhistorisk/medeltida |              | Ekeby, Gotland      |       | 57.584635, 18.523132 | 10090900160001 | Ladda upp en bild av detta fornminne |
| Ekeby 17:1 | Husgrund, förhistorisk/medeltida |              | Ekeby, Gotland      |       | 57.583943, 18.521275 | 10090900170001 | Ladda upp en bild av detta fornminne |
| Ekeby 17:2 | Husgrund, förhistorisk/medeltida |              | Ekeby, Gotland      |       | 57.583993, 18.521894 | 10090900170002 | Ladda upp en bild av detta fornminne |
| Ekeby 17:3 | Husgrund, förhistorisk/medeltida |              | Ekeby, Gotland      |       | 57.583669, 18.522070 | 10090900170003 | Ladda upp en bild av detta fornminne |
| Ekeby 17:5 | Husgrund, förhistorisk/medeltida |              | Ekeby, Gotland      |       | 57.583512, 18.521345 | 10090900170005 | Ladda upp en bild av detta fornminne |
| Ekeby 21:1 | Hällristning                     |              | Ekeby, Gotland      |       | 57.581331, 18.530279 | 11100000000275 | Ladda upp en bild av detta fornminne |
| Ekeby 21:2 | Hällristning                     |              | Ekeby, Gotland      |       | 57.581317, 18.530482 | 11100000000276 | Ladda upp en bild av detta fornminne |
| Ekeby 21:3 | Hällristning                     |              | Ekeby, Gotland      |       | 57.581331, 18.530624 | 11100000000277 | Ladda upp en bild av detta fornminne |
| Ekeby 21:4 | Hällristning                     |              | Ekeby, Gotland      |       | 57.581099, 18.530771 | 11100000000278 | Ladda upp en bild av detta fornminne |
| Ekeby 22:1 | Stensättning                     |              | Ekeby, Gotland      |       | 57.585181, 18.559990 | 10090900220001 | Ladda upp en bild av detta fornminne |
| Ekeby 22:2 | Stensättning                     |              | Ekeby, Gotland      |       | 57.585272, 18.560197 | 10090900220002 | Ladda upp en bild av detta fornminne |
| Ekeby 24:1 | Stensättning                     |              | Ekeby, Gotland      |       | 57.607452, 18.517823 | 10090900240001 | Ladda upp en bild av detta fornminne |
| Ekeby 28:1 | Husgrund, förhistorisk/medeltida |              | Ekeby, Gotland      |       | 57.592809, 18.514274 | 11000000000496 | Ladda upp en bild av detta fornminne |
| Ekeby 28:2 | Husgrund, förhistorisk/medeltida |              | Ekeby, Gotland      |       | 57.592761, 18.514674 | 11000000000497 | Ladda upp en bild av detta fornminne |
| Ekeby 35:1 | Hällristning                     |              | Ekeby, Gotland      |       | 57.595209, 18.514270 | 11100000000279 | Ladda upp en bild av detta fornminne |
| Ekeby 37:1 | Hällristning                     |              | Ekeby, Gotland      |       | 57.595337, 18.512235 | 11100000000280 | Ladda upp en bild av detta fornminne |
| Ekeby 47:1 | Gravfält                         |              | Ekeby, Gotland      |       | 57.582979, 18.551638 | 10090900470001 | Ladda upp en bild av detta fornminne |
| Ekeby 48:1 | Hällristning                     |              | Ekeby, Gotland      |       | 57.582571, 18.557494 | 10090900480001 | Ladda upp en bild av detta fornminne |
| Ekeby 51:1 | Stensättning                     |              | Ekeby, Gotland      |       | 57.582082, 18.563135 | 10090900510001 | Ladda upp en bild av detta fornminne |
| Ekeby 51:2 | Stensättning                     |              | Ekeby, Gotland      |       | 57.582201, 18.563617 | 10090900510002 | Ladda upp en bild av detta fornminne |
| Ekeby 51:3 | Stensättning                     |              | Ekeby, Gotland      |       | 57.582144, 18.563834 | 10090900510003 | Ladda upp en bild av detta fornminne |
| Ekeby 51:4 | Stensättning                     |              | Ekeby, Gotland      |       | 57.581863, 18.563970 | 10090900510004 | Ladda upp en bild av detta fornminne |
| Ekeby 54:1 | Stensättning                     |              | Ekeby, Gotland      |       | 57.587533, 18.517965 | 10090900540001 | Ladda upp en bild av detta fornminne |
| Ekeby 54:2 | Stensättning                     |              | Ekeby, Gotland      |       | 57.587412, 18.518264 | 10090900540002 | Ladda upp en bild av detta fornminne |
| Ekeby 54:3 | Hög                              |              | Ekeby, Gotland      |       | 57.587209, 18.518086 | 10090900540003 | Ladda upp en bild av detta fornminne |
| Ekeby 55:1 | Stensättning                     |              | Ekeby, Gotland      |       | 57.587258, 18.516902 | 10090900550001 | Ladda upp en bild av detta fornminne |